# إذخر أليف الكالسيوم
إذخر أليف الكالسيوم (الاسم العلمي:Cymbopogon calcicola) هو نوع من النباتات يتبع جنس الإذخر من الفصيلة النجيلية.